# Distretto di Ih-Tamir
Il distretto di  Ih-Tamir è uno dei diciannove distretti (sum) in cui è suddivisa la provincia dell'Arhangaj, in Mongolia. Conta una popolazione di 5.247 abitanti (censimento 2009). 